# 诺伊恩豪斯
诺伊恩豪斯（德語：Neuenhaus，發音：[ˈnɔʏənˌhaʊs] ⓘ）是德国下萨克森州本特海姆伯国县的城市，面积31.37平方千米，2023年12月31日人口为10,650人。